# Bahnhof Cockermouth
Cockermouth wurde 1847 an die Cockermouth and Workington Railway angeschlossen, die den ersten Bahnhof baute. Die Gesellschaft wurde 1866 von der Cockermouth, Keswick and Penrith Railway übernommen. 1865/1866 hatte Cockermouth deshalb zwei Passagierbahnhöfe der beiden Gesellschaften, bis nach deren Verschmelzung der ältere Bahnhof zum Güterbahnhof wurde. Der Bahnhof von Cockermouth wurde am 18. April 1966 geschlossen und später abgerissen. Das englische Gesangsduo Flanders and Swann nahm den Bahnhof von Cockermouth 1963 in seinen Titel Slow Train als einen von vielen Bahnhöfen, deren Schließung sie in diesem Titel beklagen, auf.
Heute befindet sich das Gebäude der Cockermouth Mountain Rescue und das Hauptquartier des Cumbrian Fire Service an der Stelle des Bahnhofes.